# Oksana Ivanenko

Oksana Dmitrivna Ivanenko (ukr. Оксана Дмитрівна Іваненко; Poltava, 31. ožujka 1906. - Kijev, 16. prosinca 1997.) bila je ukrajinska dječja spisateljica i prevoditeljica. Dobitnica je književne nagrade „Lesja Ukrajinka” 1974. za romane „Domorodačka djeca”, „Tarasovi putevi” i „Šumske priče”. Dobitnica je i Državne nagrade „Ševčenko” 1986. godine za knjigu „Uvijek u životu”. Odlikovana je Ordenom prijateljstva naroda i tri Ordena značke časti i medaljama.
Bila je kći novinara i pisca Dmitra Ivanenka i učiteljice Lidije Ivanenko. Njezin brat Dmitro Ivanenko bio je teorijski fizičar. Bila je majka dječje spisateljice Valerije Ivanenko.
Od 1925. godine njezina književna djelatnost uključivala je objavljivanje velikog broja knjiga za djecu i mladež. Godine 1926. diplomirala je na Fakultetu društvenog odgoja Instituta za javno obrazovanje u Harkivu, a 1931. bila je aspirant na postdiplomskom studiju Ukrajinskog istraživačkog instituta za pedagogiju, gdje je vodila odjel dječje književnosti u kijevskom ogranku ovog instituta. Bila je odgajateljica u Dječjoj koloniji „Gorki” kod Antona Makarenka. Od 1932. do 1939. radila je u izdavačkoj kući „Mladi boljševik”, a od 1947. do 1951. u časopisu „Barvinok”. Od 1939. do 1957. živjela je u Kijevu u Domu pisaca Roliti.
Radovi su joj objavljeni u petotomnom "Djelu" (knj. 1-5, 1984.-1994.). Umrla je u Kijevu 17. prosinca 1997. Pokopana je na groblju Baikove.